# Trollkarlen Abramelins heliga magi
Trollkarlen Abramelins heliga magi (franska - La magie sacrée)  är en magibok från 1700-talet som finns bevarad i ett enda exemplar på Bibliothéque de l'Arsenal i Paris. Boken är skriven på franska, men påstås vara en översättning av ett hebreiskt original från 1458. Experter inom området ställer sig emellertid tveksamma till detta påstående.

## Bokens innehåll
Enligt det långa förordet består boken av den judiske magikern Abramelins läror; läror som han förde vidare till sin elev Abraham, som i sin tur förde dem vidare till sin son Lamech. Enligt dessa läror, som Abraham menar utgör det enda giltiga magiska systemet i världen, måste eleven tillbringa sex månader i bön och ånger och utföra särskilda ritualer för att uppnå "Kunskap och Konversation med sin Heliga Skyddsängel". När detta är uppnått har eleven makt att styra över onda andar med hjälp av talismaner som består av bokstavskombinationer.

## Bokens moderna historia
La magie sacrée återupptäcktes i slutet av 1890-talet av Samuel Mathers, grundaren av Golden Dawn-orden, och hans engelska översättning, The Sacred Magic of Abramelin the Mage, gavs ut 1898. Boken har haft en stor inverkan på magitraditionen ända sedan dess, i synnerhet genom det stora inflytande den hade på Aleister Crowley, som använde den som grund för en stor del av sin egen förståelse av magin. Än idag är det en vanligt förekommande tankegång i magiskrifter att den som utövar magi bör inrikta sig på att nå kunskap om och begrunda sin heliga skyddsängel - en grundprincip som inte återfinns i några andra äldre källor.
Bland dem som utövade magi under det tidiga 1900-talet fick boken emellertid ett rykte om sig att föra otur med sig. Förfärliga olyckshändelser och psykisk ohälsa sades ha drabbat många av dem som ägde ett exemplar av originalutgåvan eller som försökte sig på att använda de talismaner som verket innehåller.